# Henry Källgren

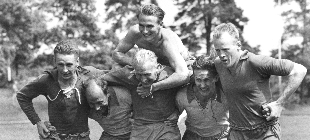
Källgren (2.v.r.) beim Training mit der Nationalmannschaft bei der WM 1958 mit Hamrin, Börjesson, Gren, Berndtsson und Mellberg

Henry Källgren (* 13. März 1931 in Norrköping; † 21. Januar 2005 in Helsingborg) war ein schwedischer Fußballspieler. Bei der Weltmeisterschaft 1958 gehörte der Stürmer zu der Mannschaft, die Vize-Weltmeister wurde.

## Werdegang
Källgren spielte zwischen 1951 und 1959 für IFK Norrköping in der Allsvenskan. An der Seite von Spielern wie Bengt Gustavsson, Gösta Nordahl und Torsten Lindberg gewann er in der Spielzeit 1951/52 den Von-Rosens-Pokal für den schwedischen Landesmeister. Als regelmäßiger Torschütze gehörte er in den folgenden Jahren zu den Garanten, die den Klub im vorderen Ligabereich etablierten. Daraufhin wurde er im Herbst 1953 erstmals in die Nationalmannschaft berufen. Beim 2:2-Unentschieden gegen die ungarische Nationalelf am 15. November des Jahres in Budapest, dem letzten Länderspiel der Goldenen Elf vor ihrem historischen 6:3-Triumph gegen England zehn Tage später, krönte er sein Debüt mit seinem ersten Länderspieltreffer. Dennoch konnte er sich nicht in der Auswahl festspielen. 
Mit der Mannschaft um Bengt Nyholm, Sven Axbom und Åke Johansson gewann Källgren in der Spielzeit 1955/56 seine zweite Meisterschaft. Mit dem neu verpflichteten Harry Bild bildete er im folgenden Jahr das torgefährliche Zentralstürmerduo, das mit 19 respektive 18 Saisontoren den Klub zur Wiederholung des Vorjahrestriumphes führte. In der Spielzeit 1957/58 krönte er sich mit 27 Saisontoren zusammen mit Bertil Johansson Torschützenkönig der Allsvenskan. Folglich gehörte er zum Kader beim Weltmeisterschaftsendrundenturnier im eigenen Land. Als Ersatzspieler für die aktuellen und ehemaligen Auslandsprofis um Agne Simonsson, Kurt Hamrin, Nils Liedholm und Gunnar Gren saß er hauptsächlich auf der Ersatzbank. Beim 0:0-Unentschieden zum Abschluss der Vorrunde gegen Wales bestritt er seine einzige Endrundenpartie.
Mit 126 Erstligatoren ist Källgren der beste Torschütze der Vereinsgeschichte. Für die Nationalmannschaft bestritt er zwischen 1953 und 1958 acht Länderspiele, in denen er insgesamt acht Tore erzielen konnte.